# Josette Dall'Ava-Santucci
 (mars 2025).
Motif : Absence de source secondaire centrée d'envergure nationale : un témoignage (france TVinfo) et être invité à un podcast (radiofrance.fr) n'en font pas office.
- Archive Wikiwix
- Bing
- Cairn
- DuckDuckGo
- E. Universalis
- Gallica
- Google
- G. Books
- G. News
- G. Scholar
- Persée
- Qwant
- (zh) Baidu
- (ru) Yandex
- (wd) trouver des œuvres sur Wikidata

| 1. | Préciser le motif de la pose du bandeau. | Précisez le motif de la pose du bandeau en utilisant la syntaxe suivante : {{admissibilité à vérifier\|date=août 2025\|motif=remplacez ce texte par le motif}}                                 |
| 2. | Informer les utilisateurs concernés.     | Pensez à avertir le créateur de l'article, par exemple, en insérant le code ci-dessous sur sa page de discussion : {{subst:avertissement admissibilité à vérifier\|Josette Dall'Ava-Santucci}} |

Josette Dall'Ava-Santucci, née en 1942 à Corsicia, est une médecin membre du collectif A Maffia Nò, A Vita Iè, qui fait de l'accompagnement des victimes son combat.
Avant de s'engager dans la lutte anti-mafia, elle est professeure de médecine, cheffe de service à Cochin et experte en pathologies cardio-respiratoires. Engagée en santé publique, elle préside l'Association des Femmes Médecins et enseigne en Corse dès 2004.

## Biographie

### Origines et éducation
Josette Dall'Ava-Santucci naît en 1942 à Corscia, un village situé dans la région du Niolu, en Corse. Elle effectue sa scolarité à Paris.

### Carrière médicale
Josette Dall'Ava-Santucci est professeure à la faculté de médecine de Paris et cheffe de service à l'Hôpital Cochin. Spécialisée dans les pathologies cardio-respiratoires, elle consacre une grande partie de sa carrière à la santé publique et à l'enseignement médical. En 2003, elle répond à l’appel de l’Université de Corse pour instaurer une première année de médecine à Corte à la rentrée 2004,. 
Engagée dans la promotion de la santé, elle préside l'Association des Femmes Médecins et est autrice de plusieurs ouvrages sur la santé,. Elle siège également au conseil d’administration de l’Agence régionale de santé et rédige un ouvrage destiné au grand public.

### Engagement contre la mafia
À son retour en Corse, Josette Dall'Ava-Santucci prend conscience de l’emprise croissante de la mafia sur la société insulaire. En 2020, après l’assassinat de Barthélemy Casanova, elle participe à la marche blanche organisée à Corte, un événement marquant qui la pousse à s’engager activement contre la criminalité organisée. Elle rejoint alors le collectif A Maffia Nò, A Vita Iè, dont elle est l'une des membres fondatrices.
Josette Dall'Ava-Santucci anime des conférences de sensibilisation et met en place une cellule d’écoute pour les victimes d’intimidations et de pressions mafieuses. Elle organise également des cycles de conférences en Corse et participe à des voyages d’études en Sicile sur les mécanismes de la mafia et de l’anti-mafia. 

## Publications
- Des sorcières aux mandarines : histoire des femmes médecins, Calmann-Lévy, 1989, 266 p. (ISBN 9782702117828)
- Créer sa santé durable, UPPR Editions, 2016, 99 p. (ISBN 9782371680852)
- Globule, le voyageur rouge, Aedis, 2023, 204 p. (ISBN 9782381481159)